# Presentations
Presentations är presentationsprogram som utvecklas av Corel. Det är en del av kontorspaketet WordPerfect Office.